# Catocala volumnia
Catocala volumnia là một loài bướm đêm trong họ Erebidae.